# George Gordon, I marchese di Huntly
George Gordon, I marchese di Huntly (1562 – Dundee, 13 giugno 1636), è stato un nobile scozzese.

## Biografia
Era il figlio di George Gordon, V conte di Huntly, e di sua moglie Anne Hamilton. Venne educato in Francia. Ha preso parte alla cospirazione che ha salvato il re Giacomo VI dai predoni Ruthven nel 1583.
Il 28 novembre è stato nominato capitano della guardia. Successivamente, nel mese di aprile 1589, sollevò una ribellione nel nord, ma fu costretto ad arrendersi; dopo una breve prigionia nel Borthwick Castle è stato liberato.
Il 25 settembre 1593 venne scomunicato. Il 26 novembre fu prosciolto dall'accusa di tradimento e gli venne ordinato di rinunciare alla sua fede cattolica o di lasciare il regno. Si rifiutò di rinunciare alla propria fede e venne arrestato.
Si unì a Francis Hay, IX conte di Erroll e a Francis Stewart-Hepburn, V conte di Bothwell in una cospirazione per imprigionare il re. I cospiranti sconfissero le forze reali a Argyll nella battaglia di Glenlivet, il 3 ottobre 1594.
Il 7 aprile 1599, venne nominato marchese e il 9 luglio, insieme a Lennox, venne nominato luogotenente del nord. Venne scomunicato nel 1608 e imprigionato nel castello di Stirling fino al 10 dicembre 1610, quando firmò nuovamente la confessione di fede.
Accusato di intrighi nel 1616, gli fu ordinato di nuovo di sottoscrivere la confessione, cosa che si rifiutò di fare. Venne, quindi. imprigionato a Edimburgo venendo successivamente assolto dalla scomunica da Abbot, arcivescovo di Canterbury.

## Morte
Morì a Dundee, mentre era in viaggio verso Strathbogie, il 13 giugno 1636.